# SG Braunschweig
Die SG Braunschweig ist eine Basketball-Spielgemeinschaft mit 328 Mitgliedern. Die 1. Herrenmannschaft spielte bis 2015 in der 2. Bundesliga (ProB). Die SG Braunschweig war bis 2019 Kooperationspartner der Erstligamannschaft Basketball Löwen Braunschweig und teilte die meisten ihrer Spieler über Doppellizenzen mit diesem Verein. Zwischen 2007 und 2014 trat die Mannschaft unter dem Namen Spot Up Medien Baskets Braunschweig und in der Saison 2014/15 als DRUFF! Baskets Braunschweig an.

## Geschichte
Die SG Braunschweig entstand 1978 als Zusammenschluss der Basketball-Abteilungen der Vereine Freie Turnerschaft Braunschweig und MTV Braunschweig. Initiatoren dieser Fusion waren Eckhard Stein und Jürgen Günther. 1987 stieg die Mannschaft in die 2. Basketball-Bundesliga auf und profitierte als Tabellensechster der Saison 1987/88 vom Verzicht anderer Aufstiegsanwärter und schaffte somit den Sprung in die erste Bundesliga. Dort waren die Niedersachsen machtlos und stiegen mit einer Bilanz von 28 Niederlagen und keinem Sieg 1989 wieder aus der Bundesliga ab.
Der größte Erfolg der Vereinsgeschichte folgte 1991, als man als Zweitligist ins Endspiel des Deutschen Basketballpokals vordrang, wo man zwar dem Deutschen Meister Bayer Leverkusen unterlag, sich aber trotzdem für den Europa-Pokal qualifizierte. Ebenfalls 1991 gab es den Wiederaufstieg in die Bundesliga, 1994 folgte der Abstieg in die zweite Liga und 1995 der prompte Wiederaufstieg.
Bis zur Saison 1999/2000 war die SG selbst in der ersten Bundesliga aktiv, gab die Lizenz dann aber an Met@box Braunschweig ab und zog sich in die 2. Bundesliga zurück, wobei die 2. Mannschaft der SG Braunschweig die Grundlage bildete. Die Zweitligamannschaft (ab 2007 in der 2. Bundesliga ProB), die 2007 in Spot Up Medien Baskets Braunschweig und 2014 in Druff! Baskets Braunschweig umbenannt wurde, diente fortan dem unter wechselnden Namen agierenden Braunschweiger Erstligisten als Kooperationspartner und Nachwuchsfördermannschaft. Im Laufe der Jahre wurden insbesondere unter Leitung des rumänischen Trainers Liviu Călin Talente wie Daniel Theis, Dennis Schröder, Jan Lipke, Dirk Mädrich, Robin Smeulders und Philip Noch an höhere Aufgaben herangeführt. Am Ende der Saison 2014/15 zog die SG ihre erste Mannschaft aus der 2. Bundesliga ProB zurück (die Lizenz wurde an den Quakenbrücker Verein Artland Dragons abgegeben) und trat in der Saison 2015/16 auch nicht wie zunächst geplant in der 2. Regionalliga an. Neben diversen Jugendmannschaften traten die Herren der SG Braunschweig in der Oberliga an und schafften 2017 den Aufstieg in die 2. Regionalliga. Angeführt wurde die Meistermannschaft von Dennis Nawrocki, der im vorherigen Verlauf seiner Karriere unter anderem in der 2. Bundesliga ProA gespielt hatte. Im Sommer 2017 wurde die Mannschaft mit weiteren erfahrenen Kräften wie Marcel Schwarz und Jörn Wessels verstärkt. Trainer Travnizek wechselte im Sommer 2018 zum SC Langenhagen, Nachfolger wurde Christian Raus. Im November 2019 kam es wegen unterschiedlicher Meinungen bezüglich eines gemeinsamen Nachwuchskonzeptes zum Bruch zwischen den Basketball Löwen und der SG Braunschweig. Die Basketball Löwen zogen ihre Trainer, die auch in den SG-Mannschaften tätig waren, ab.
Im Juli 2020 wurde die Zusammenarbeit im Nachwuchsbereich mit dem Braunschweiger Bundesligisten im Rahmen der neugegründeten SG Junior Löwen gGmbH wiederaufgelegt.

## Kader der Saison 2014/15
| Spieler | Spieler     | Spieler             | Spieler    | Spieler | Spieler | Spieler                             |
| Nr.     | Nat.        | Name                | Geburt     | Größe   | Info    | Letzter Verein                      |
| ------- | ----------- | ------------------- | ---------- | ------- | ------- | ----------------------------------- |
| 4       | Deutschland | Steffen Haufs       | 19.03.1995 | 1,88 m  |         | Junior Phantoms Braunschweig (NBBL) |
| 5       | Deutschland | Martin Bogdanov     | 06.10.1992 | 1,86 m  | DL      | Basketball Löwen Braunschweig*      |
| 6       | Deutschland | Kurt Morris         | 23.09.1989 | 1,80 m  |         |                                     |
| 7       | Deutschland | Lukas Meisner       | 08.08.1995 | 1,95 m  |         | Junior Phantoms Braunschweig (NBBL) |
| 8       | Deutschland | Ole Angerstein      | 24.08.1995 | 2,08 m  |         | Junior Phantoms Braunschweig (NBBL) |
| 9       | Deutschland | Dominique Johnson   | 04.08.1992 | 1,94 m  | DL      | Basketball Löwen Braunschweig*      |
| 10      | Deutschland | Marc Nagora         | 05.10.1993 | 1,97 m  |         | SC Rist Wedel                       |
| 11      | Deutschland | Sid-Marlon Theis    | 26.04.1993 | 2,05 m  | DL      | Basketball Löwen Braunschweig*      |
| 12      | Deutschland | Adrian Didovic      | 21.12.1994 | 1,90 m  |         | Gießen 46ers                        |
| 13      | Deutschland | Lars Lagerpusch     | 28.03.1998 | 2,01 m  | NBBL    | Junior Löwen Braunschweig (NBBL)    |
| 14      | Deutschland | Rafael Fischer      | 29.09.1995 | 2,01 m  |         | Junior Phantoms Braunschweig (NBBL) |
| 15      | Deutschland | Robin Amaize        | 31.01.1994 | 1,88 m  | DL      | Gießen 46ers                        |
| 16      | Litauen     | Martynas Krasinskas | 05.02.1994 | 1,88 m  |         |                                     |
| 17      | Deutschland | Maurice Pluskota    | 30.05.1992 | 2,08 m  | DL      | Basketball Löwen Braunschweig*      |
|         | Deutschland | Leon Friederici     | 19.03.1995 | 1,90 m  |         | MBC Junior Sixers                   |
|         | Deutschland | Jan-Niklas Wolters  | 03.11.1996 | 2,01 m  | NBBL    | Junior Löwen Braunschweig (NBBL)    |
|         | Deutschland | Kai Nagora          | 05.12.1995 | 1,97 m  |         | Junior Phantoms Braunschweig (NBBL) |

| Trainer  | Trainer     | Trainer    |
| Nat.     | Name        | Position   |
| -------- | ----------- | ---------- |
| Rumänien | Liviu Calin | Head-Coach |

| Legende                 | Legende                       |
| Abk.                    | Bedeutung                     |
| ----------------------- | ----------------------------- |
| NBBL                    | NBBL Kader Braunschweig       |
| DL                      | Doppellizenzspieler           |
| *                       | bei Doppellizenz: Zweitverein |
| Quellen                 |                               |
| Ligahomepage            |                               |
| Stand: 25. Februar 2015 |                               |

| Legende                 | Legende                       |
| Abk.                    | Bedeutung                     |
| ----------------------- | ----------------------------- |
| NBBL                    | NBBL Kader Braunschweig       |
| DL                      | Doppellizenzspieler           |
| *                       | bei Doppellizenz: Zweitverein |
| Quellen                 |                               |
| Ligahomepage            |                               |
| Stand: 25. Februar 2015 |                               |

Wechsel 2014/2015
Zugänge: Sid-Marlon Theis, Kurt Morris, Martynas Krasinskas.
Abgänge: Jonathan Ghebreiziabiher (Otto Baskets Magdeburg), Lucas Gertz (Basketball Löwen Braunschweig), Willy Manigat (TSV Bayer Giants Leverkusen), Jörn Wessels (Uni-Riesen Leipzig), Brian Wenzel, Erik Land (rent4office Nürnberg).

### Trainerchronik (seit 2000)
| Amtszeit  | Name                     |
| --------- | ------------------------ |
| 2000–2015 | Liviu Călin              |
| 2015–2018 | Benjamin Travnizek       |
| 2018–2019 | Christian Raus           |
| seit 2019 | Sven Rohde & Frank Theis |

## Erfolge
- 1990/1991 Vize-Meister im deutschen Basketballpokal

## Vergangene Spielzeiten (Seit 2002)
- 2002/2003: 15. Platz 2. Basketball-Bundesliga Nord-Staffel
- 2003/2004: 13. Platz 2. Basketball-Bundesliga Nord-Staffel
- 2004/2005: 06. Platz 2. Basketball-Bundesliga Nord-Staffel
- 2005/2006: 09. Platz 2. Basketball-Bundesliga Nord-Staffel
- 2006/2007: 10. Platz 2. Basketball-Bundesliga Nord-Staffel
- 2007/2008: 08. Platz ProB
- 2008/2009: 06. Platz ProB
- 2009/2010: 11. Platz ProB
- 2010/2011: 07. Platz ProB-Nord (0:2 im Play-off-Achtelfinale gegen die BG Leitershofen/Stadtbergen ausgeschieden)
- 2011/2012: 04. Platz ProB-Nord (0:2 im Play-off-Viertelfinale gegen die BiG Rockets Gotha ausgeschieden)
- 2012/2013: 06. Platz ProB-Nord (0:2 im Play-off-Achtelfinale gegen die Weißenhorn Youngstars ausgeschieden)
- 2013/2014: 06. Platz ProB-Nord (1:3 im Play-off-Achtelfinale gegen die Uni-Riesen Leipzig ausgeschieden)
- 2014/2015: 08. Platz ProB-Nord (0:2 im Play-off-Achtelfinale gegen die Iserlohn Kangaroos ausgeschieden)
- 2015/2016: 03. Platz Oberliga Ost (offiziell als zweite Mannschaft firmierend)
- 2016/2017: 01. Platz Oberliga Ost
- 2017/2018: 06. Platz 2. Regionalliga Nord-West
- 2018/2019: 05. Platz 2. Regionalliga Nord-West

## Spielort
Die Halle der SG ist seit der Saison 2014/2015 wieder die Alte Waage, in welcher früher auch bis zum Bau der VW-Halle die Erstligaspiele stattgefunden haben.

## Bekannte Spieler
Zu den bekanntesten ehemaligen Spielern der SG Braunschweig zählen Harald Stein, Christian Bembenek, Scooter Barry, Steven Key, Stephen Arigbabu, Charalampos Douloudis, Štefan Svitek, Daniel Theis, Dennis Schröder, Howard Sant-Roos, Zack Wright, Steven Esterkamp, Robin Smeulders, Peter Fehse und Dirk Mädrich.